# 安德烈耶夫斯基河
安德烈耶夫斯基河（俄語：Река Андреевский）是滨海边疆区的河流，长11公里，在距河口35公里处注入多罗日纳亚河。

## 引用
1. ↑  А·П·穆拉诺夫. . 列宁格勒: 气象出版社. 1966 （俄语）.
2. ↑  . 列宁格勒: 气象出版社 （俄语）.
3. ↑  Т·А·基谢尔科瓦娅. . 列宁格勒: 气象出版社. 1977 （俄语）.
4. ↑  . Verumwiki.   [2024-01-07]. （原始内容存档于2024-01-07） （俄语）.